# Prasinohaema
Prasinohaema is een geslacht van hagedissen uit de familie skinken (Scincidae).

## Naam en indeling
De groep werd voor het eerst wetenschappelijk beschreven door Allen Eddy Greer in 1974. Er zijn vijf soorten, veel soorten werden vroeger tot andere geslachten gerekend zoals Lipinia  en Lygosoma.
De wetenschappelijke geslachtsnaam Prasinohaema is afgeleid uit het Grieks en betekent letterlijk groen (prasinos) bloed (haima) en slaat op de opvallend groene kleur van het bloed.

## Kenmerken
De hagedissen hebben een groene kleur bloedvloeistof, waardoor ook de weefsels, de botten en de binnenzijde van de bek een groene kleur hebben. De kleur wordt veroorzaakt door een sterk verhoogde concentratie van het galpigment biliverdine. De concentratie in het bloed is meer dan 40 keer zo hoog als die bij de mens. Deze aanpassing dient waarschijnlijk niet om vijanden af te weren, maar om zich te beschermen tegen de malariaparasiet.

## Verspreiding en habitat
De hagedissen komen voor in delen van Azië en leven in Nieuw-Guinea, inclusief Papoea-Nieuw-Guinea, en de Salomonseilanden. De habitat bestaat uit tropische tot subtropische bossen. Ook door de mens aangepaste landschappen worden door een aantal soorten getolereerd.
Door de internationale natuurbeschermingsorganisatie IUCN is aan drie soorten een beschermingsstatus toegewezen. Deze soorten worden beschouwd als 'veilig' (Least Concern of LC).

## Soorten
Het geslacht omvat de volgende soorten, met de auteur en het verspreidingsgebied.
| Naam                       | Auteur          | Verspreidingsgebied                   |
| -------------------------- | --------------- | ------------------------------------- |
| Prasinohaema flavipes      | Parker, 1936    | Papoea-Nieuw-Guinea                   |
| Prasinohaema parkeri       | Smith, 1937     | Nieuw-Guinea                          |
| Prasinohaema prehensicauda | Loveridge, 1945 | Papoea-Nieuw-Guinea                   |
| Prasinohaema semoni        | Oudemans, 1894  | Nieuw-Guinea                          |
| Prasinohaema virens        | Peters, 1881    | Papoea-Nieuw-Guinea, Salomonseilanden |